# Ton du Chatinier
Ton du Chatinier (* 13. Januar 1958  in Utrecht) ist ein niederländischer ehemaliger Fußballspieler und aktueller -trainer. Zuletzt betreute er die Profimannschaft des FC Utrecht in der Eredivisie.

## Spielerkarriere
Ton du Chatinier spielte seine ganze aktive Profikarriere beim FC Utrecht. Zuvor spielte er bereits in Jugendmannschaften von Amateurteams, wo er vom damaligen FCU-Nachwuchstrainer Han Berger entdeckt wurde. 1977 rückte er in die Profimannschaft auf und gab bereits im Alter von 16 sein Debüt im Dress der Utrechter. Den endgültigen Durchbruch schaffte er dann zur Saison 1979/80, als er 32 Partien in der Eredivisie absolvierte. Von da an war er ein wichtiger Baustein im Mannschaftsgefüge des Vereins. Eine hartnäckige Leistenverletzung zwang den damals 29-jährigen 1987 zum Karriereende. 1980/81 spielte er mit der Mannschaft seine beste Saison und das Team platzierte sich mit Rang 3 so gut wie noch nie in der Vereinsgeschichte. Vier Jahre darauf erfreute sich du Chatinier am Gewinn des KNVB-Pokals. Dies war zudem der erste Titel der Vereinsgeschichte. Schon 1982 erreichte das Team das Finale um den nationalen Cup, scheiterte aber am AZ Alkmaar.

## Trainerkarriere
Nach seiner aktiven Laufbahn, kam du Chatinier als Trainer in die Jugendabteilung des FCU. Als 1995 Leo van Veen als Trainer der Profimannschaft gekündigt wurde, übernahm er diesen Posten zusammen mit Henk Vonk in einer Interimslösung. In den Folgejahren war der Fußballlehrer bei Amateurmannschaften tätig, wechselte die Vereine aber regelmäßig. Im Sommer 2008 kam er dann schließlich wieder zum FC Utrecht, wo er in das Assistenztrainerteam von Willem van Hanegem aufgenommen wurde. Nachdem sich der Vorstand von diesem trennte, entschied dieser im Dezember 2008 du Chatinier zum Interimstrainer zu ernennen. Ihm zur Seite stellte man den erfahrenen Henk Vonk. Das erste Spiel unter seiner Leitung, am 28. Dezember 2008, gegen Roda JC Kerkrade wurde mit 3:1 gewonnen. Schließlich legte sein Team eine Serie von sieben Spielen ohne Niederlage hin. Dies brachte du Chatinier Vertrauen und er übernahm den Posten des Cheftrainers vollständig. Nach Ablauf seines ersten halben Jahres bei seinem Heimatklub wurde die Mannschaft Neunter. Ab der Saison 2009/10 stand ihm Jan Wouters als Kotrainer zur Seite. Am Saisonende erreichte das Team den siebten Tabellenplatz und konnte sich in den Playoffs für die Europa-League-Teilnahme qualifizieren, in der es die Gruppenphase erreichte. Die Ligasaison 2010/11 beendete die Mannschaft erneut als Neunter und verpasste damit einen europäischen Wettbewerb, worauf du Chatinier und der FC Utrecht ihren Vertrag auflösten.

## Erfolge

### Als Spieler
- KNVB-Pokal mit FC Utrecht: 1985